# Le Lapérouse
Le Lapérouse est le navire amiral de la classe « Ponant Explorers » de la compagnie française Ponant.

## Commande et construction
Le Lapérouse a été commandé par la compagnie Ponant en 2016. Le contrat de construction a été attribué au groupe naval norvégien-italien VARD, filiale de Fincantieri[réf. nécessaire].
- Pose de la quille : 1er mars 2017, chantier VARD Tulcea (Roumanie).
- Assemblage final : VARD Søviknes (Norvège).
- Essais en mer : mai 2018.
- Livraison : 15 juin 2018.
- Baptême : 10 juillet 2018 à Reykjavik, Islande, par Maryvonne Pinault, marraine du navire[réf. nécessaire].

Il a été baptisé le 10 juillet 2018 à Hafnarfjörður par Maryvonne Pinault, épouse de François Pinault[réf. nécessaire].

## Première croisière
Le Lapérouse a effectué sa première croisière commerciale en juillet 2018, en Islande, avant de rejoindre le Groenland et ensuite les régions de l’Asie du Sud-Est. Il est depuis utilisé pour des itinéraires variés, des expéditions antarctiques à celles en Méditerranée.

## Conception et construction
Sa coque a été réalisée au chantier Vard Tulcea (Roumanie), puis transférée à Vard Søviknes (Norvège) pour l’assemblage et les finitions finales. Il a été lancé le 18 décembre 2017 et livré à Ponant le 15 juin 2018, avant une mise en service officielle débutée par un voyage inaugural au départ de Reykjavik le 19 juin 2018.

## Salon sous-marin «Blue Eye»
Une des innovations majeures du navire est le salon sous-marin « Blue Eye », conçu par l’architecte Jacques Rougerie. Il possède deux hublots en forme « d’œil de cétacé », des caméras sous-marines et un système audio subaquatique,,.

## Caractéristiques
- Longueur : 131 m
- Largeur : 18 m
- Tonnage : 9 976 GT
- Passagers : 184 (92 cabines)
- Équipage : 110
- Vitesse : 12,5 nœuds
- Propulsion : diesel-électrique (Bureau Veritas, ICE‑class 1C)[1]